# Pás totality

Animace pásu totality v cyklu zatmění Slunce

Pás totality (anglicky path of totality) je pás povrchu Země, ze kterého lze pozorovat úplné (totální) zatmění Slunce.
Odpovídá průměru kužele měsíčního stínu ve vzdálenosti povrchu Země, přičemž kvůli velikosti Měsíce a jeho vzdálenosti od Země se může jeho šířka pohybovat od 112 do 270 km.
V důsledku zrychlování slapových jevů se oběžná dráha Měsíce vzdaluje od Země přibližně o 3,8 cm každý rok. Odhaduje se[kým?], že za 600 miliónů let bude vzdálenost Měsíce od Země o 23 500 km větší, což znamená, že měsíční stín nebude moci úplně zakrýt sluneční kotouč a nebude docházet k úplnému zatmění.